# Mezinárodní visegrádský den
Mezinárodní visegrádský den se slaví každoročně 15. února na základě iniciativy Mezinárodního visegrádského fondu a veřejnoprávních médií zemí Visegrádské skupiny (Česká televize, Český rozhlas, Rozhlas a televize Slovenska, Polská televize, Polské rádio a maďarské Media Service Support and Asset Management Fund – MTVA). Tento den byl stanoven na základě dohody o spolupráci mezi těmito organizacemi veřejných sdělovacích prostředků ze zemí Visegrádské skupiny v oblasti spolupráce mezi médii ze dne 18. června 2015.
Den připomíná výročí podepsání smlouvy o vzniku Visegrádské skupiny prezidenty Československa, Polska a Maďarska 15. února 1991 na zámku v maďarském městě Visegrád. Cílem zavedení tohoto dne je zdůraznění historických vazeb mezi společností a institucemi Česka, Slovenska, Polska a Maďarska, a také jejich současné spolupráce. Média zemí V4 slaví tento den prostřednictvím vysílání pořadů týkajících se spolupráce těchto čtyř zemí.
Mezinárodní visegrádský den byl poprvé slaven 15. února 2016, v den 25. výročí setkání prezidentů Československa, Polska a Maďarska ve Visegrádu.